# Chow mein

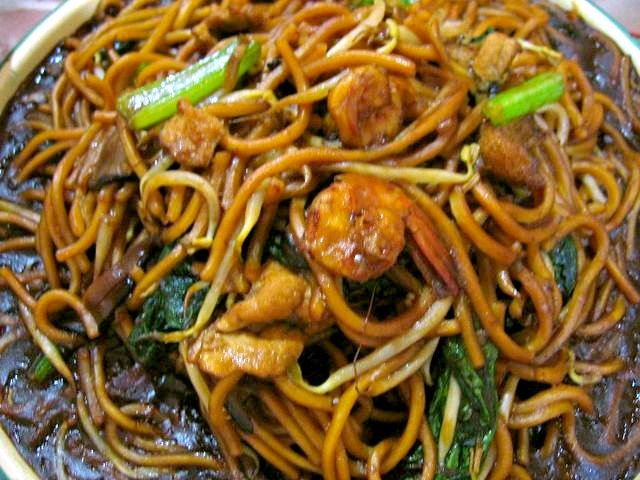
Chow mein.

El chow mein (escrito en chino tradicional: 炒麪 o 炒麵 en chino simplificado: 炒面 -chǎo miàn-) es un plato basado en un tipo de pasta salteada, de los cuales existen cientos (o miles) de variantes. La pronunciación de "mein" es cantonesa, mientras que en mandarín es "mian". El carácter para "mian"/"mein" significa 麵 "pasta de trigo".
A lo largo de los siglos, se desarrollaron variaciones del chow mein o chǎomiàn en muchas regiones de China, por lo que hay varios métodos para freír los espaguetis y se puede usar una gran variedad de aderezos. Fue introducido en otros países por inmigrantes chinos. El plato es popular entre personas de la diáspora china y aparece en los menús de la mayoría de los restaurantes chinos en el extranjero. En algunos países latinoamericanos como El Salvador, Perú o Panamá, se ha adaptado y es considerado un plato autóctono.
Existen diferentes tipos de variantes, las más conocidas son aquellas preparadas con cebolla, jengibre, aceite de sésamo, salsa de soja, todo esto sofrito y acompañado principalmente de carne como puede ser pollo.

## Etimología
La palabra Chow mein (latinización del chino), o chaomin en castellano panameño, es la adaptación del término chino chaomian (en chino tradicional, 炒麵; en chino simplificado, 炒面; pinyin, Chǎomiàn). Su pronunciación deriva de la pronunciación cantonesa "chaomin". El término 'chow mein' significa pasta salteada', o vermicelli frito, chow (en chino, 炒; pinyin, chǎo) significa salteado y mein (en chino tradicional, 麵; en chino simplificado, 面; pinyin, Miàn) significa 'pasta o espagueti'.

## América central
En Panamá, el chaomin fue introducido por inmigrantes cantoneses y actualmente se prepara con una mezcla de cebollas, pimientos, apio y zanahorias con cerdo o pollo y salteado con espaguetis. Otra receta incluye maíz enlatado. 
En El Salvador, el chow mein puede contener carne de pollo o res, zanahorias, repollo y/o brócoli.Es un platillo común entre la población salvadoreña por su fácil preparación y bajo costo.